# Меммінген
Меммінген (нім. Memmingen) — місто (міський округ, нім. kreisfreie Stadt) в окрузі Швабія, що знаходиться в федеральній землі Баварія, Німеччина. Лежить на східному березі річки Іллер. Населення — 41 050 мешканців. Місто поділяється на сім районів. Неподалік від нього розташований невеликий аеропорт Меммінген.

## Транспорт
Поруч з містом розташований важливий перетин автобанів  і . Через місто проходить федеральний автошлях . Станція Меммінген — залізниці, що сполучає Мюнхен та Ліндау (Баварія), а також Ульм — Оберстдорф.